# Bauruemys
Bauruemys es un género de tortugas terrestres extintas de la familia Podocnemididae . Sus fósiles se han encontrado en distintas áreas de Brasil.
Mariani & Romano ( 2017 ) Han publicado un estudio que va sobre los cráneos del podocnemidido de tallo del Cretácico Superior Bauruemys elegans de la Formación Presidente Prudente en Brasil. Ellos interpretan que todos los especímenes vistos pertenecen a la misma especie y con alta probabilidad de ser de la misma población, evalúan la cambios ontogenéticos en el cráneo de B. elegans y evalúan tentativamente los cambios en los hábitos de preferencia alimentaria sobre la ontogenia en la especie.    